# Castelo de Saint-Sulpice
O Château de Saint-Sulpice é um castelo em ruínas na comuna de Saint-Sulpice no departamento de Lot, na França.
O castelo foi estabelecido a partir de um edifício medieval primitivo que, neste local, fechava o vale do Célé. No século XVI, este ponto forte foi transformado pela família Saint-Sulpice numa residência. Hoje, restam apenas alguns trechos de parede e algumas características arquitectónicas. O castelo foi efectivamente demolido no século XIX para permitir a construção de uma casa tipo spa que agora desapareceu.
O Château de Saint-Sulpice é propriedade privada e não está aberto ao público. Está classificado desde 1988 como monumento histórico pelo Ministério da Cultura da França.